# Space Invaders Extreme
Space Invaders Extreme (2008) är titeln på ett spel utvecklat av Taito. Spelet är tänkt att användas tillsammans med ett tillbehör som används som styrspak i spelet, tillbehöret ansluts till slot-2 på en Nintendo DS. Samma tillbehör kan även användas till spelet Arkanoid DS. Ytterligare en version finns för Playstation Portable.